# Nikola Lovrin
Nikola Lovrin ili Nikola Lovrov Zadranin (14. stoljeće), hrvatski graditelj.
Nikola Lovrin član je glasovite zadarske graditeljske obitelji. Bio je sin protomajstora Lovre.
S bratom Jurjem pokrenuo je graditeljsku radionicu u Dubrovniku. 1316. godine braća Juraj i Nikola su se obvezali da će raditi na gradnji dubrovačkog dominikanskog samostana. S njima su u Dubrovniku djelovala i njihova druga dva brata, Anđeo i Petar. Nikola je proširio svoju djelatnost na Kotor, gdje je izvodio radove na plemićkim kućama.